# Erwin Chargaff
Erwin Chargaff (Černivci, 11 agosto 1905 – New York, 20 giugno 2002) è stato un biochimico e scrittore austriaco.
Si laureò in chimica all'Università di Vienna, lavorò alla Friedrich Wilhelms Universität di Berlino, all'Istituto Pasteur di Parigi e, nel 1935, quindi durante il periodo nazista in Germania, emigrò negli Stati Uniti d'America e lavorò alla Columbia University di New York, nella quale divenne professore di biochimica.
Chargaff è ricordato per le sue regole, enunciate nel 1950, che diedero un importante contributo nella determinazione della struttura della molecola di DNA. Egli divenne cittadino statunitense nel 1940.
Chargaff eseguì importanti ricerche sul metabolismo dei grassi e sul chimismo degli acidi nucleici, in particolare sul DNA. Ricorrendo alla tecnica di cromatografia su carta riuscì a separare la molecola del DNA nelle sue basi costituenti e quindi a determinare la loro percentuale di abbondanza relativa. I suoi studi costituirono un passo decisivo verso la conoscenza della struttura del DNA, evidenziata poi in seguito da Watson e Crick. I dati di Chargaff indicarono che la quantità di purine è sempre uguale a quella di pirimidine.

## Biografia
Chargaff, figlio di Hermann Chargaff (1870-1934) e Rosa Silberstein Chargaff (1878-1943), nacque a Černivci l'11 agosto 1905. Dal 1924 al 1928 Chargaff studiò chimica a Vienna, e conseguì un dottorato di lavoro sotto la direzione di Fritz Feigl. Nel 1928 sposò Vera Broido, con la quale ebbe un figlio, Thomas Chargaff.
Dal 1925 al 1930, Chargaff prestò servizio da Milton Campbell Research Fellow all'Università di Yale, ma non gli piaceva New Haven. Egli tornò allora in Europa, dove vivrà dal 1930 al 1934. Qui prestò servizio prima come assistente incaricato della chimica per il reparto di batteriologia e sanità pubblica presso la Friedrich Wilhelms Universität di Berlino (1930-1933) e poi, dopo esser stato costretto a dimettersi a causa delle politiche naziste contro gli ebrei, come ricercatore associato presso l'Istituto Pasteur di Parigi (1933-1934).
Nel 1944 Chargaff iniziò le sue indagini nella composizione del DNA. Nel 1950 determinò sperimentalmente - e pubblicò - alcuni fatti cruciali che portarono direttamente alla corretta spiegazione della sua struttura molecolare.
Nel corso del 1950, Chargaff prese posizioni controverse e schiette tanto che si inimicò molti dei suoi colleghi. Affermò, per esempio, che "la tecnologia di ingegneria genetica rappresenta una grande minaccia per il mondo, maggiore dell'avvento della tecnologia nucleare". Tali osservazioni probabilmente contribuirono al suo non essere incluso tra coloro a cui venne assegnato il premio Nobel per la scoperta della struttura del DNA. Invece, Francis Crick, James Watson e Maurice Wilkins furono riconosciuti (1962).
Morì il 20 giugno 2002 a Manhattan.

## Columbia University
Chargaff emigrò a New York nel 1935, prendendo la posizione di socio di ricerca nel Dipartimento di Biochimica presso la Columbia University, dove ha trascorso gran parte della sua carriera professionale. Chargaff divenne un professore assistente nel 1938 e professore nel 1952. Dopo aver prestato servizio in qualità di presidente del reparto (1970-1974), Chargaff si ritirò come professore emerito. Dopo il suo ritiro, egli trasferì il suo laboratorio al Roosevelt Hospital, dove continuò a lavorare fino al suo pensionamento nel 1992.

## L'opera letteraria di Chargaff
Scienziato scomodo, pensatore e scrittore controcorrente, in un'epoca fideisticamente ancorata alle concezioni illuministiche del mondo e della scienza, Erwin Chargaff fu una figura unica nel panorama culturale contemporaneo: egli non inneggiò alla scienza e ai suoi trionfi, nella sua opera letteraria non propose la vicenda di un progresso "a lieto fine". Ci fece scorgere, invece, con l'autorevolezza e l'umiltà che contraddistinguono solo gli autentici grandi protagonisti culturali di un'epoca, la via della contemplazione, del rispetto profondo verso la natura e le sue manifestazioni. Chargaff esortò l'uomo d'oggi a ridimensionarsi, a non considerare il creato come una sua proprietà da poter sfruttare e depredare. Nella sua veste di scienziato egli fece luce sulle gravi incognite che pesano sul futuro dell'uomo; nella sua veste di pensatore, sottolineando le implicazioni etiche della ricerca scientifica attuale - in particolare dell'ingegneria genetica -, ci invitò a riscoprire la via del silenzio interiore, dello stupore estatico nei confronti del mistero impenetrabile della natura vivente. Così si espresse Chargaff in una delle due opere che sotto state tradotte dal tedesco e pubblicate in Italia alla fine del secolo scorso: "La fissione dell'atomo e la chimica dell'ereditarietà: due cosiddetti progressi che cambieranno in modo inimmaginabile il volto del pianeta. In entrambi i casi l'uomo ha violato un nucleo, quello dell'atomo e quello della cellula; in entrambi i casi la scienza ha oltrepassato un limite che avrebbe invece dovuto temere [...] Gli apprendisti stregoni della molecola fanno già la fila per poter finalmente iniziare a migliorare l'organizzazione genetica dell'uomo. Quel che mi spaventa è l'îrreversibilità del processo in corso [...] La mia generazione è la prima ad aver intrapreso, sotto l'egida della scienza moderna, una guerra coloniale devastante contro la natura. Ed è per questo che le generazioni future la malediranno...".

## Le regole di Chargaff
Erwin Chargaff analizzò il DNA di diverse specie, frammentando con blando trattamento acido le molecole di acido desossiribonucleico nei singoli nucleosidi monofosfato, che differivano quindi solo per le 4 basi azotate, potendoli così separare mediante cromatografia su carta e successivamente quantificare leggendo l'assorbanza agli UV allo spettrofotometro di ognuna (dAMP, dTMP, dGMP, dCMP), opportunamente disciolta in soluzione. Queste analisi lo portarono a formulare alcune fondamentali considerazioni sulle caratteristiche del DNA. 
Le regole di Chargaff possono essere così schematizzate: 
- La composizione in basi del DNA varia da una specie all'altra.
- Molecole di DNA isolate da tessuti diversi della stessa specie hanno la stessa composizione in basi.
- La composizione in basi del DNA di una certa specie non si modifica in base all'età, allo stato nutritivo o alle variazioni ambientali.

Inoltre, in tutte le molecole di DNA, indipendentemente dalla specie: 
Il numero di residui di A è uguale al numero di residui di T e il numero di residui di G è uguale al numero di residui di C.
La somma dei residui purinici è uguale alla somma dei residui pirimidinici.
La tabella riportata qui di seguito funge da esempio e riguarda alcuni organismi e per ognuno sono riportati i valori in percentuale di adenina, guanina, citosina e timina presenti.
| sorgente               | adenina | guanina | citosina | timina |
| ---------------------- | ------- | ------- | -------- | ------ |
| Homo sapiens           | 30,4    | 19,6    | 19,9     | 30,1   |
| bue domestico          | 29,0    | 21,2    | 21,2     | 28,7   |
| spermatozoo di salmone | 29,7    | 20,8    | 20,4     | 29,1   |
| germe di grano         | 28,1    | 21,8    | 22,7     | 27,4   |
| Escherichia coli       | 24,7    | 26,0    | 25,7     | 23,6   |
| riccio di mare         | 32,8    | 17,7    | 17,3     | 32,1   |

Queste variazioni suggerirono come le quattro basi azotate potessero costruire un "linguaggio" in grado di dare le istruzioni necessarie al controllo delle cellule e portare le informazioni ereditarie.

## Pubblicazioni in italiano
- Erwin Chargaff, Il fuoco di Eraclito, tradotto da Ferdinando Solinas, Garzanti, 1985, 9788811592808
- Erwin Chargaff, Mistero impenetrabile: la scienza come lotta pro e contro la natura, edizione curata e tradotta da Friederike Migneco e Gaetano Migneco, Scrinium Editrice, 1995, 88-86554001[2]